# Cinque categorie nere
Con l'espressione cinque categorie nere (黑五類T, 黑五类S, HēiwǔlèiP), utilizzata nella Repubblica popolare cinese durante il regime di Mao Zedong, erano indicati i seguenti cinque gruppi politici:
- Proprietari terrieri (地主; dìzhǔ)
- Contadini ricchi (富農; 富农; fùnóng)
- Controrivoluzionari (反革命; fǎngémìng)
- Cattivo elemento (壞份子; 坏分子; huàifènzǐ)
- Persone di destra (右派; yòupài)

Durante la Rivoluzione culturale (iniziata nell'Agosto rosso), persone ritenute appartenenti a una delle "cinque categorie nere" furono ampiamente perseguitati e persino uccisi.
Ciò contrastava con le cinque categorie rosse, che erano favorite dal Partito comunista cinese. Queste categorie sociali potrebbero anche essere trasmesse ai loro figli.